# Andupatti
Andupatti (nep. अन्डुपट्टी) – gaun wikas samiti w środkowej części Nepalu w strefie Dźanakpur w dystrykcie Dhanusa. Według nepalskiego spisu powszechnego z 2011 roku liczył on 661 gospodarstw domowych i 3503 mieszkańców (1730 kobiet i 1773 mężczyzn).